# Ruisseau des Maisons
Pour les articles homonymes, voir Maisons.
Le ruisseau des Maisons est un ruisseau français du département de la Corrèze, affluent en rive gauche de l'Ars et sous-affluent de la Vézère.

## Géographie
Selon le Sandre, le ruisseau des Maisons est connu comme un seul cours d'eau qui prend d'abord naissance à près de 930 mètres d'altitude sous le nom de ruisseau de la Gane, sur la commune de Meymac, près du lieu-dit les Pins de la Demoiselle, au nord de la route départementale 979. 
Il traverse la forêt domaniale de Longéroux et à environ deux kilomètres de sa source, prend le nom de ruisseau des Maisons (du nom d'un lieu-dit situé sur la commune de Saint-Merd-les-Oussines).
Les trois derniers kilomètres de son cours marquent la limite entre Saint-Merd-les-Oussines et Pérols-sur-Vézère. Il rejoint l'Ars en rive gauche, à 798 mètres d'altitude, au nord-est du puy de Cournioux.
L'ensemble ruisseau de la Gane et ruisseau des Maisons, entièrement inscrit à l'intérieur du parc naturel régional de Millevaches en Limousin, mesure 10,9 kilomètres de long.

### Affluents
Le ruisseau des Maisons possède six petits affluents répertoriés par le Sandre, dont le plus long avec 3,9 km, est le ruisseau du Rebellier.

### Communes et cantons traversés
Les trois communes traversées  se répartissent sur deux cantons corréziens :
- Canton de Meymac
  - Meymac (source)
- Canton de Bugeat
  - Saint-Merd-les-Oussines (confluence)
  - Pérols-sur-Vézère (confluence)